# Мокре-Кольонія
Мокре-Кольонія (пол. Mokre-Kolonia, нім. Bahnhof Mocker) — село в Польщі, у гміні Ґлубчиці Ґлубчицького повіту Опольського воєводства.
Населення — 142 особи (2011).

## Демографія
Демографічна структура станом на 31 березня 2011 року:
|          | Загалом | Допрацездатний вік | Працездатний вік | Постпрацездатний вік |
| -------- | ------- | ------------------ | ---------------- | -------------------- |
| Чоловіки | 65      | 14                 | 47               | 4                    |
| Жінки    | 77      | 18                 | 47               | 12                   |
| Разом    | 142     | 32                 | 94               | 16                   |